# Bössow
Bössow ist ein Ortsteil der Gemeinde Warnow im Landkreis Nordwestmecklenburg in Mecklenburg-Vorpommern.

## Geografie und Verkehrsanbindung
Bössow liegt nördlich des Kernortes Warnow. Die Landesstraße L 03 verläuft westlich und die B 105 südlich. Südlich liegt der Santower See. Nördlich liegt die Wohlenberger Wiek, eine südliche Ausbuchtung der Wismarer Bucht.

## Geschichte
Am 1. Juli 1950 wurden die bis dahin eigenständigen Gemeinden Gantenbeck, Großenhof und Thorstorf eingegliedert.

## Sehenswürdigkeiten
Als Baudenkmale sind ausgewiesen:
- Die Dorfkirche Bössow ist ein Bau der Backsteingotik aus dem 14. Jahrhundert. Kirchenschiff und Westturm tragen ein Walmdach. Aus dem Jahr 1396 stammt ein sehenswertes Altarfenster.
- Bauernhof mit Hallenhaus und Scheune (Dorfstraße, neben der Kirche)
- Hallenhaus (Dorfstraße 17)
- Gedenkstein für 1870/71 (Dorfstraße/Feldstraße)

## Söhne und Töchter
- Johann Joachim Susemihl (1756–1797), evangelisch-lutherischer Geistlicher
- Johann Bernhard Susemihl (* um 1718; † 1766), Pastor in Bössow, Vater von Johann Joachim Susemihl
- Carl Strempel (1800–1872), Augenarzt und Hochschullehrer in Rostock